# Râul Breboaia
Râul Breboaia sau Râul Breb este un afluent al râului Mara. Își trage numele de la brebii prezenți în trecut de-a lungul cursului său.

## Hărți
- Harta județului Maramureș
- Harta Munții Gutâi  Arhivat în 4 martie 2016, la Wayback Machine.